# انگیزه سود
در اقتصاد، انگیزهٔ سود یا محرک سود انگیزهٔ شرکت‌هایی است که برای رسیدن به بیشینه‌سازی سود فعالیت می‌کنند. نظریهٔ رایج اقتصاد خرد، فرض را بر این می‌گیرد که هدف غایی هر کسب‌وکاری پول درآوردن است. به عبارت دیگر، علت وجود یک کسب‌وکار، سودآوری است. انگیزهٔ سود یک اصل کلیدی در نظریه انتخاب عقلانی است. بر طبق این نظریه، عوامل اقتصادی به دنبال رسیدن به اهدافی هستند که بیشترین منفعت را از آن ببرند. بر این اساس، کسب‌وکارها با بیشینه‌سازی سود خود به دنبال منافع خود و-یا سهام‌داران‌شان هستند.
از آنجا که این انگیزه از مباحث اقتصاد فراتر رفته و به موضوعی ایدئولوژیک تبدیل می‌شود، انگیزهٔ سود موضوع منازعات بسیاری شده‌است.

## انتقادات
بیشتر انتقادات بر انگیزه سود بر محور این ایده قرار دارند که سود، نمی‌بایست جایگزین نیازهای مردم شود. برای مثال در، سیکو فیلم مایکل مور، او به صنعت سلامت، به دلیل آنچه تمرکز بر سود به قیمت بیماران می‌خواند، حمله می‌کند. مور می‌گوید:
ما نباید وقتی که مجال حمایت از بیماران است، دربارهٔ سود صحبت کنیم. انگیزهٔ سود نباید هیچ جایی در این موقعیت داشته باشد؛ و می‌دانید چیست؟ این موضوع برای بیمه هم منصفانه نیست چون آنها مسئولیت دارند که تا جای ممکن برای سهامدارانشان پول در بیاورند. خوب، راهی که از آن پول درمی‌آورند رد کردن مطالبه‌های مردم یا حذف کردنشان از لیست‌هایشان یا حتی راه ندادن مردم به لیست‌هایشان به بهانه مشکلات سلامتی که از قبل وجود داشتند است. می‌دانید، همه‌اش اشتباه است.
یکی دیگر از انتقادهای رایج، به این موضوع مربوط است که برخی باور دارند انگیزهٔ سود خودخواهی و طمع را تهییج می‌کند. این دسته از منتقدان انگیزهٔ سود باور دارند که شرکت‌ها به منظور بیشینه‌سازی سودشان، مسائل اخلاقی و ایمنی عمومی را نادیده می‌گیرند.